# Кортумова Гора
Кортумо́ва Гора́ — геологічна пам'ятка природи місцевого значення, лісопарк у Шевченківському районі Львова. Розташований у західній частині міста, на схилах однойменної гори, що є продовженням горбистого пасма Розточчя. Від найвищої точки Львова — Замкової гори — Кортумова Гора відділена долиною річки Полтви.
У найвищій точці Кортумова Гора сягає 374 метрів над р. м. З 1984 року вона має статус геологічної пам'ятки природи. Загальна площа лісопарку «Кортумова гора» — бл. 63 га.
Південно-західні схили гори пологі, вони спускаються до Янівського цвинтаря і вулиці Шевченка, північно-західні та північні схили стрімким уступом обриваються до вулиці Винниці та в район вулиці Варшавської, південно-східні схили довгим пологим хребтом з'єднуються з горою Страт.
На сьогодні територія геологічної пам'ятки природи Кортумо́ва Гора́ страждає від самовільного захоплення з усіх боків. Зокрема, самовільно облаштована стайня з конями та інші приміщення. На території стрільбища планують будівництво багатоповерхівок.

## Цікаві факти
- Назва гори і лісопарку походить від прізвища радника губернатора Галичини Ернста фон Кортума (1742—1811[3]), автора праці «Examen du partage de Pologne», який у своєму маєтку заклав сад, що згодом став частиною лісопарку «Кортумова Гора». Тут була і усипальниця його дружини.[4]
- У 1672 році тут стояв табір гетьмана Петра Дорошенка та його союзників-турків, які облягали Львів.
- У вересні 1939 року за Кортумову Гору точилися бої між польським військом і вермахтом. 13 вересня війська вермахту зайняли гору, звідки вели обстріл міста до 21 вересня, після чого відступили у зв'язку із пактом Молотова — Ріббентропа, за яким Львів дістався Червоній Армії.
- Біля північно-західних схилів гори в роки Другої світової війни існував Янівський концентраційний табір.
- На території Кортумової гори та біля неї розміщені: стрільбище, стадіон «Торпедо», Янівський цвинтар і Навчально-спортивна база літніх видів спорту Міністерства оборони України (Львів).
- Північну частину Кортумової гори, на якій розміщене стрільбище НСБ ЛВС Міноборони, називають ще горою Купермана, ім'ям одного з землевласників Клепарова, який мав під нею наділи землі в ХІХ ст.[джерело?]

## Галерея

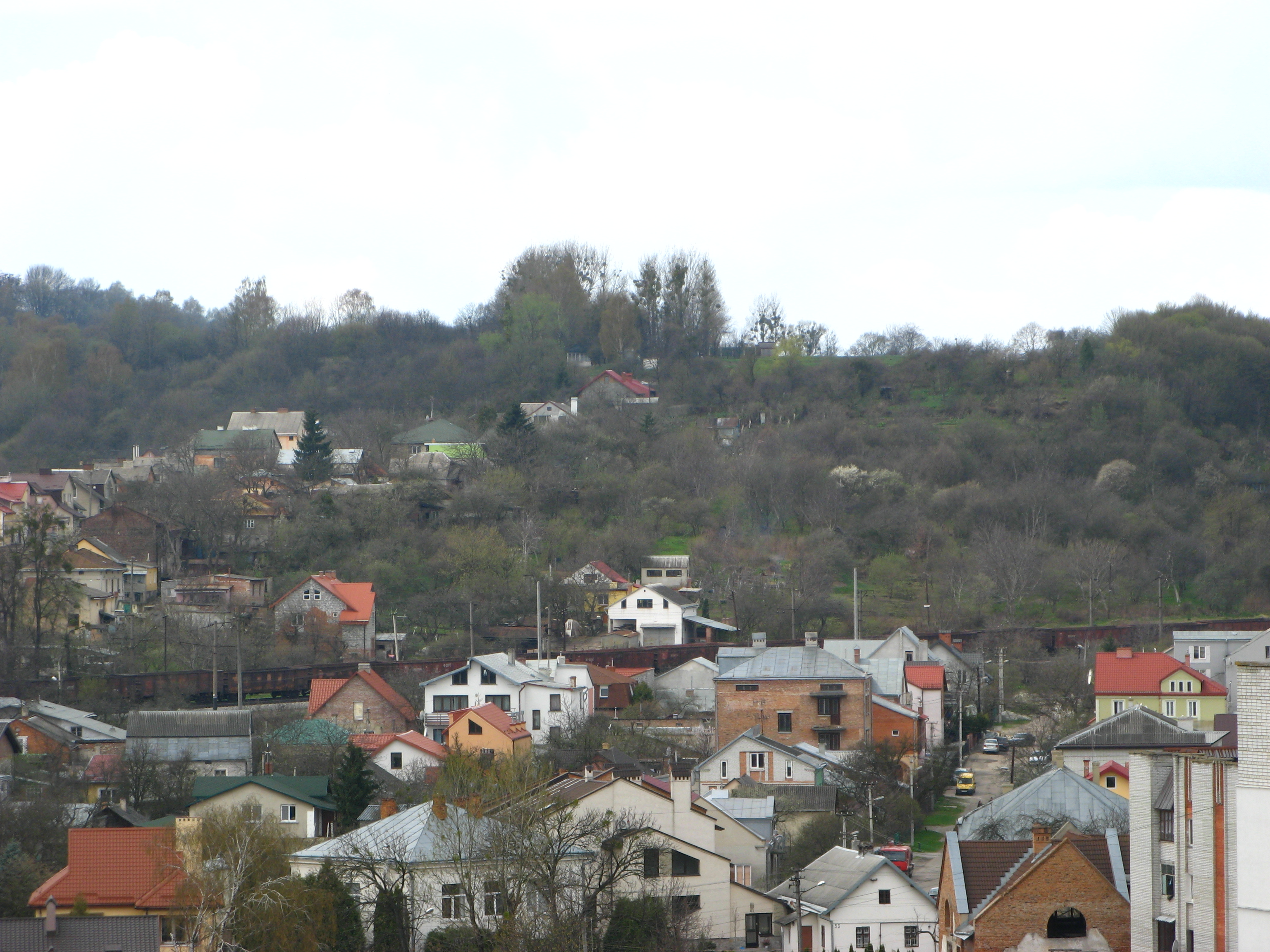
Вигляд на Кортумову гору з проспекту Чорновола
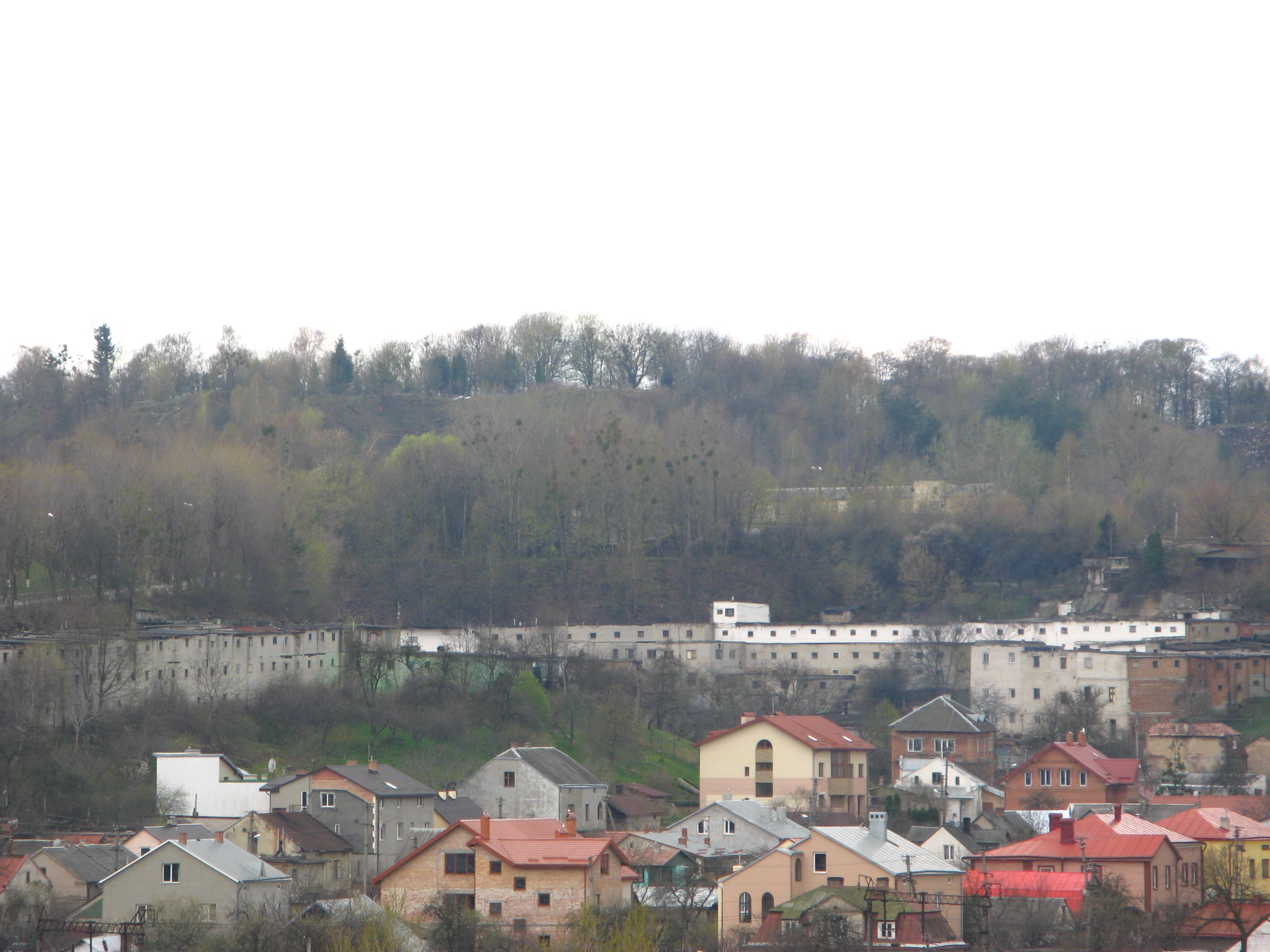
Південно-східна частина гори
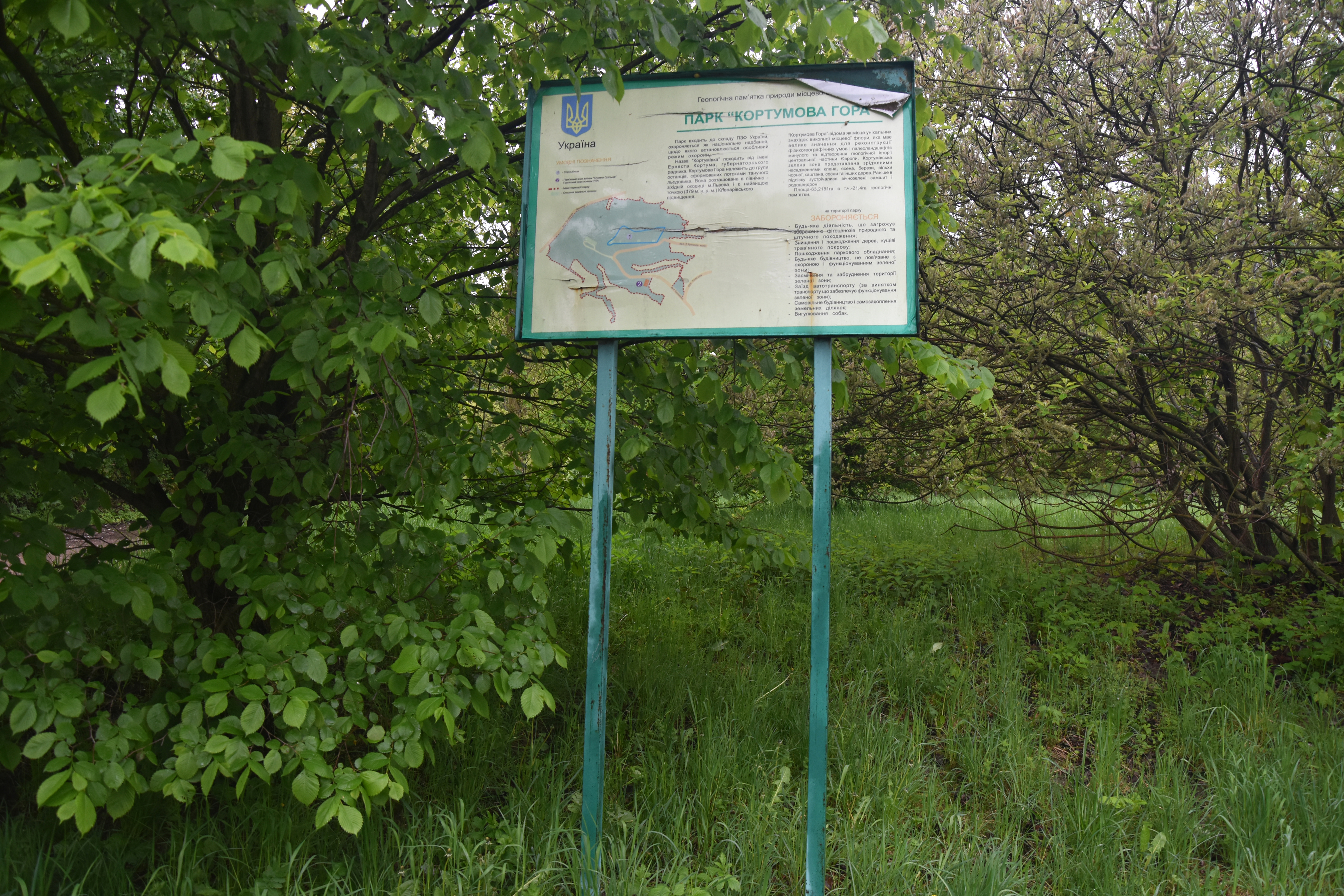
Інформаційна таблиця
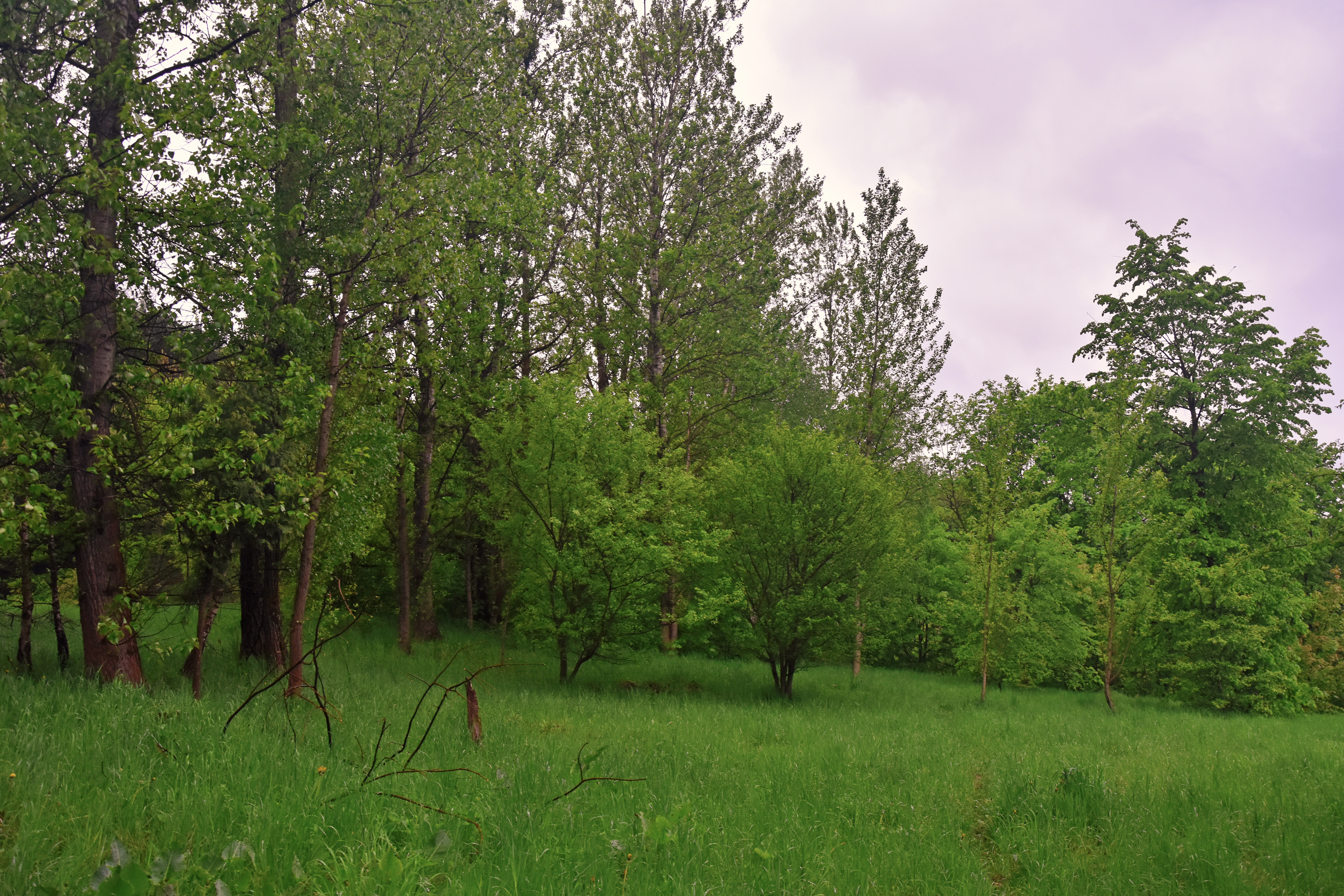
У парку навесні